# 1908 en Suisse
Chronologie de la Suisse
- 1904
- 1905
- 1906
- 1907
- 1908
- 1909
- 1910
- 1911
- 1912

Chronologie de la Suisse
1907 en Suisse - 1908 en Suisse - 1909 en Suisse

## Gouvernement au1erjanvier 1908
- Conseil Fédéral[1]
  - Ernst Brenner (PRD), président de la Confédération
  - Adolf Deucher (PRD), vice-président de la Confédération
  - Robert Comtesse (PRD)
  - Marc-Emile Ruchet (PRD)
  - Ludwig Forrer (PRD)
  - Eduard Müller (PRD)
  - Joseph Zemp (PDC)

## Évènements
Dimanche 19 janvier 
- Arrestation à Genève de 13 émigrés russes soupçonnés d’avoir pris part à un attentat politique dans la ville de Tbilissi (Russie).

 Samedi 1er février 
- Mise en service du chemin de fer Monthey-Champéry par le Chemin de fer Monthey–Champéry–Morgins (MCM), (VS).

 Jeudi 13 février 
- L’Union patronale suisse est fondée par 13 associations professionnelles.

 Samedi 29 février 
- Une avalanche emporte 30 ouvriers sur le chantier du tunnel du Lötschberg à Goppenstein (VS).

 Mardi 7 avril 
- Le Conseil national décide l’interdiction de la production, de l’importation et de la vente de l’absinthe[2].

 Jeudi 7 mai 
- Inauguration du Théâtre du Jorat à Mézières (VD), avec Henriette, une pièce écrite pour la circonstance par René Morax.

 Jeudi 21 mai 
- Inauguration de la salle del Castillo à Vevey (VD).

 Mercredi 17 juin 
- Élection de Josef Anton Schobinger (PDC, LU) au Conseil fédéral.

 Dimanche 5 juillet 
- Votations fédérales. Le peuple approuve, par 232 457 oui (71,5 %) contre 92 561 non (28,5 %), la révision constitutionnelle en ce qui concerne le droit de légiférer en matière d'arts et métiers.
- Votations fédérales. Le peuple approuve, par 241 078 oui (63,5 %) contre 138 669 non (36,5 %), l’Initiative populaire fédérale l'« Interdiction de l'absinthe et révision correspondante de l'article 31b ».

 Samedi 11 juillet 
- Le village de Bonaduz (GR) est ravagé par un incendie. 18 maisons sont détruites. Il provoque le passage rapide de ce village du romanche à l'allemand[3].

 Lundi 13 juillet 
- Début des activités de la fonderie d’aluminium à Chippis (VS).

 Vendredi 24 juillet 
- Vingt-cinq ouvriers perdent la vie lors d’un éboulement dans le tunnel du Lötschberg.

 Jeudi 6 août 
- Vernissage de l’Exposition nationale des beaux-arts à Bâle.

 Mardi 25 août 
- Le Conseil fédéral décide d’ouvrir à Zurich un observatoire sismique suisse.

 Jeudi 24 septembre 
- Ouverture à Genève de la 1re Conférence internationale des Ligues sociales d'acheteurs.

 Dimanche 27 septembre 
- Fondation de la Ligue suisse de hockey-sur-glace.
- 28-30 septembre : « Conférence internationale pour la protection du travail », réunie à Lucerne (Suisse)[4]. Elle interdit le travail industriel nocturne pour les enfants de moins de quatorze ans.

 Dimanche 25 octobre 
- Votations fédérales. Le peuple approuve, par 304 923 oui (84,4 %) contre 56 237 non (15,6 %), l’arrêté fédéral concernant la législation fédérale sur l'utilisation des forces hydrauliques, le transport et la distribution de l'énergie électrique.

### Décès
Jeudi 18 juin 
- Décès à Genève, à l’âge de 60 ans, du chirurgien Auguste Reverdin.

 Mercredi 22 juillet 
- Décès à Herzogenbuchsee (BE), à l’âge de 59 ans, d’Ulrich Dürrenmatt, tribun et poète politique.

 Dimanche 9 août 
- Décès à Laufenburg (AG), à l’âge de 79 ans, de Charles Blösch, entrepreneur et entomologiste.

 Lundi 9 novembre 
- Décès, à l’âge de 77 ans, du latiniste Eduard Wölfflin, fondateur du Thesaurus Linguae Latinae à Munich.

 Mercredi 18 novembre 
- Décès à Genève, à l’âge de 64 ans, du peintre Léon Gaud.

 Mardi 8 décembre 
- Décès à Berne, à l’âge de 74 ans, de l’ancien conseiller fédéral Josef Zemp (PDC, LU).